# Марі-Кошпай
Марі́-Кошпа́й (рос. Мари-Кошпай, марій. Марий Кошпай) — присілок у складі Параньгинського району Марій Ел, Росія. Входить до складу Ільпанурського сільського поселення.

## Населення
Населення — 29 осіб (2010; 47 у 2002).
Національний склад (станом на 2002 рік):
- марі — 100 %